# Hockey su prato indoor

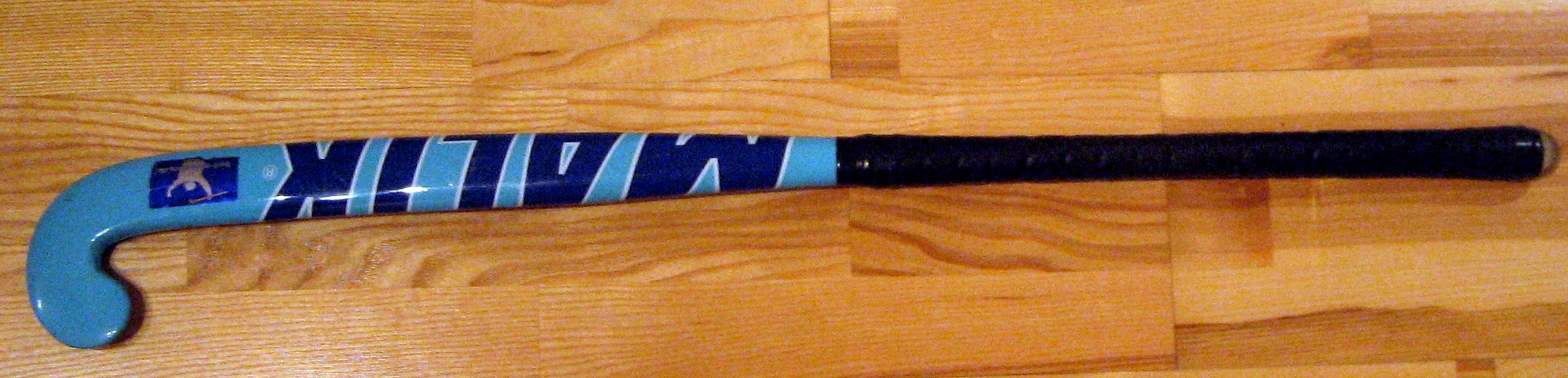
Bastone da hockey su prato indoor

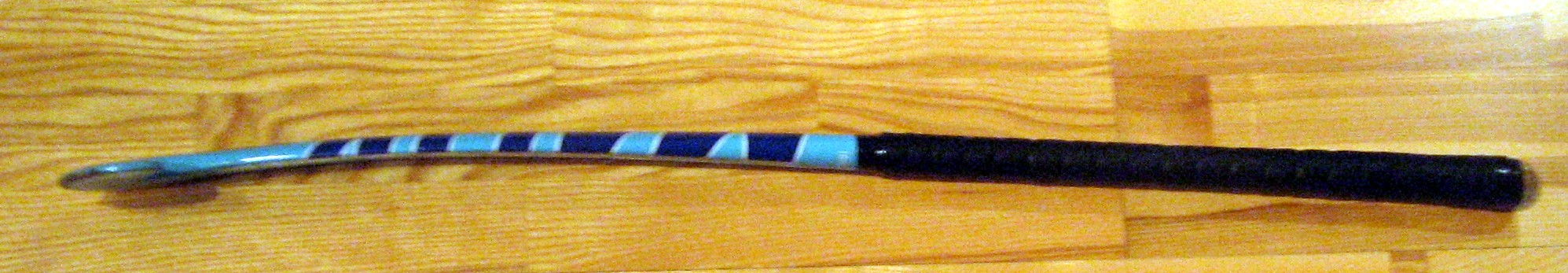
Bastone da hockey su prato indoor

Campo da hockey su prato indoor

L'hockey su prato indoor è una variante indoor dell'hockey su prato, da non confondersi con altre varianti indoor dell'hockey come l'hockey su pista o il floorball.
L'hockey su prato indoor è comunemente chiamato "hockey indoor" nei paesi in cui non si gioca l'hockey su pista. È giocato soprattutto dai giocatori di hockey su prato "outdoor" durante la stagione invernale, quando i campi sono gelati o comunque le condizioni climatiche non permettono di giocare all'aperto.
L'hockey su prato indoor è giocato in regolari campionati nazionali ed internazionali.

## Regole
L'hockey su prato indoor presenta le seguenti differenze con il suo rispettivo gioco all'aperto:
- Il campo di gioco è più piccolo (18-22 metri di larghezza e 36-44 di lunghezza, divisi da una linea di metà campo). L'area di rigore è un semicerchio distante 9 metri da ogni palo delle porte. Al posto delle linee laterali ci sono delle sponde che mantengono la palla sempre in campo (tranne quando esce a fondo campo). Il campo è fatto di legno o di linoleum.
- Le porte sono più piccole: alte 2 metri, larghe 3 metri e profonde almeno 1 metro.
- Una squadra è formata da 6 giocatori in campo, di solito 5 di movimento e un portiere ma possono essere anche solo giocatori di movimento, e il numero massimo di giocatori tra campo e panchina è di 12.
- La partita è divisa in 4 tempi da 10 minuti.
- I giocatori non possono colpire la palla a percussione, ma solo spingerla o deviarla, e non possono alzarla (sempre solo a spinta o deviandola) se non per tirare in porta, e solo dall'interno dell'area di rigore).
- I bastoni sono simili ma più leggeri.

Il campo piccolo e le sponde rendono l'hockey su prato indoor un gioco veloce, tecnico e fisico.